# Friedrich W. Pleuger

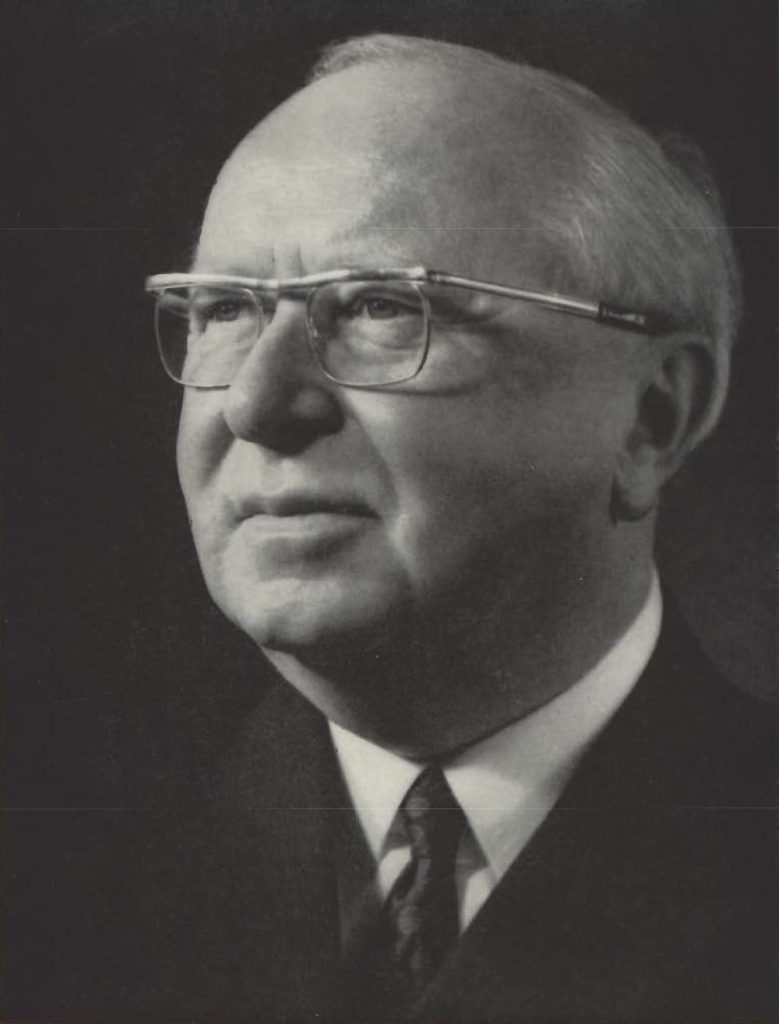
Friedrich Wilhelm Pleuger

Friedrich Wilhelm Pleuger (* 6. April 1899 in Bonn; † 9. Oktober 1972 in Hamburg) war ein deutscher Ingenieur und Unternehmer, welcher insbesondere Nassläufer-Elektromotoren und Schiffsruderanlagen entwickelte und patentierte. Er war Gesellschafter und Gründer der Firma Pleuger Unterwasserpumpen GmbH in Hamburg (heute Pleuger Industries), mit der er diese Entwicklungen vermarktete. Außerdem war er auch Wahlgeneralkonsul von Ghana in Hamburg.
Seine technischen Entwicklungen wurden weltweit in verschiedenen Bereichen eingesetzt; unter anderem beim U-Bahn-Bau (Berlin, Moskau) und in Entwässerungsanlagen überall auf der Welt.

## Leben und Privates
Friedrich W. Pleuger kam am 6. April 1899 in Bonn am Rhein zur Welt. Er besuchte dort das städtische Gymnasium, bevor er in den Ersten Weltkrieg zog, aus dem er als Leutnant zurückkehrte. Er studierte an der Technischen Hochschule Berlin und an einer Handelshochschule. Pleuger hatte eine Frau (Irmgard Pleuger) und einen Sohn.
Nach seinem Tod meldete sich Petra Lange, die behauptete, Pleugers uneheliche Tochter zu sein. Irmgard Pleuger glaubte dies nicht und warf ihr vor, die Geliebte Pleugers gewesen zu sein.

## Unternehmen und Entwicklungen
Im Jahre 1929 fing Pleuger in Berlin Unter den Linden an, Unterwasserpumpen mit Naßläufermotoren zu entwickeln. Schon sehr bald fanden seine Entwicklungen Anwendung während des U-Bahn-Baus in Berlin. Dabei wurden die Pumpen für die Grundwasserabsenkung verwendet. Durch den Zukauf weiterer Pumpenhersteller gelang es Pleuger, sein Unternehmen zu vergrößern. Spezielle Neuentwicklungen ermöglichten es, hochwertiges bakterienfreies Trinkwasser aus tiefliegenden Grundwasserschichten zu fördern. Diese Neuentwicklungen ebneten den Weg für die Expansion in die kommunale Trinkwasserversorgung. Pleugers Unternehmen wuchs schnell, insbesondere durch Großprojekte wie z. B. den U-Bahn-Bau in Moskau und durch Entwässerungsanlagen bspw. in Frankreich, Mexiko oder Argentinien. Bis zum Kriegsausbruch beschäftigte Pleuger über 200 Mitarbeiter. Während des Zweiten Weltkriegs wurden die beiden bis dahin entstandenen Werke in Berlin und Greiz größtenteils zerstört. Die Überreste wurden nach dem Krieg von der DDR enteignet.
Pleuger entschied sich im Oktober 1945, nach Hamburg zu ziehen und baute dort im Bezirk Altona eine kleine Reparaturwerkstatt auf. Es gelang ihm, ehemalige Pleuger-Mitarbeiter wieder in sein Unternehmen zu holen und damit auch deren Know-how. Schon bald meldeten sich ehemalige Pleuger-Kunden, welche eine Reparatur oder Ersatzteile für ihre Pleuger-Pumpen benötigten. In den frühen Nachkriegsjahren wuchs das Unternehmen schnell und konnte wieder Großaufträge zu akquirieren. Dieses Wachstum ermöglichte den Bau eines Werks in Hamburg-Wandsbek, welches bis heute der Hauptsitz ist. So entstand bis 1968 auf einer Fläche von 41.000 m² eine Produktionsstätte mit 10 Fertigungshallen, 5 Verwaltungsgebäuden, einer Prüfhalle und einem Freiprüfbecken. Die Zahl der Mitarbeiter wuchs von 200 Beschäftigten im Jahr 1954 auf 650 im Jahr 1968 an.
Neben der Pumpenproduktion ließ Pleuger die Produktion der nach seiner Idee entwickelten Manövrierhilfen „Aktiv-Ruder“ intensivieren. Diese entwickelte er bereits während des Zweiten Weltkriegs, jedoch wurde das Patent erst nach dem Krieg ausgestellt, da während des Krieges keine Ressourcen in der Verwaltung verfügbar waren. Pleuger erfand ebenfalls den Pod-Antrieb.
Durch die ständigen technischen Innovationen wurde Pleugers Unternehmen immer größer und expandierte immer stärker ins Ausland. Diese Expansion führte dazu, dass Pleuger verschiedene Tochtergesellschaften im Ausland gründete, unter anderem in USA, Mexiko, England und Spanien.
Nach seinem Tod expandierte das Unternehmen weiter und fusionierte mehrmals mit anderen Pumpenherstellern. Nach einer Übernahme durch den Konzern Flowserve verlief die wirtschaftliche Entwicklung negativ. Im Jahr 2018 wurde das Unternehmen von der Flacks Group erworben und ist in Hamburg wieder eigenständig. Die Flacks Group hat sich entschieden, den Konzern wieder nach seinem Gründer zu benennen (Pleuger Industries).

## Konsul von Ghana
Auf der Suche nach Expansionsmöglichkeiten entdeckte Pleuger die Möglichkeit, auf dem afrikanischen Kontinent zu investieren, da dort seine Pumpen für die Wassergewinnung eingesetzt werden konnten. Um die Strukturen für seine wirtschaftliche Tätigkeit in afrikanischen Ländern zu schaffen, gründete er als erster Unterwasserpumpenhersteller eine Fabrikations- und Service-Station in der Republik Ghana. Später gründete er noch die Pleuger of Ghana Ltd. Diese unternehmerische Leistung würdigte die Regierung Ghanas im Jahre 1968 mit der Ernennung Pleugers zum Generalkonsul in der Freien und Hansestadt Hamburg. Nachdem es Todesdrohungen gegen Pleuger und den Sekretär des Generalkonsulats gab, wurde das Konsulat im Juni 1972 vorübergehend geschlossen. Pleuger selbst führte neben den Drohungen auch die politischen Zustände in Ghana und Meinungsverschiedenheiten mit dem Auswärtigen Dienst als Gründe für seinen Rücktritt an.

## Entführung seiner Frau Irmgard Pleuger
Friedrich Pleuger ging mit dem damaligen Herrscher von Äquatorialguinea Macias Mguema ein Kompensationsgeschäft ein. Bei diesem sollten einheimische Agrarprodukte aus Äquatorialguinea gegen Medikamente und Fahrzeuge aus Deutschland „getauscht“ werden. Genauer handelte es sich dabei um „[2000 t ] Kakao aus Äquatorial-Guinea [und] Ärzteinstrumentarien, Medikamente, 6 Mercedesbusse, 2 Mercedes-Pullmann 600, 1 Mercedes 300 SEL, 1 Mercedes 280 SEL, 18 BMW-Motorräder für die Leibwache, 2 Linotype-Setzmaschinen und einen Staubsauger [aus Deutschland]“. Nach Austausch der Waren gab sich die Landwirtschaftskammer von Äquatorialguinea als Verkäufer aus und erhöhte den Preis des Kakaos um ein Vielfaches. Da eine Freundschaft zwischen dem Ehepaar Pleuger und der Familie von Mguema bestand, flog Irmgard Pleuger am 9. Dezember 1970 nach Santa Isabel, um die Angelegenheit zu klären. Sie war mit einem „Schutzbrief“ des Präsidenten ausgestattet, welcher jedoch, ebenso wie ihr Reisepass, nach ihrer Ankunft beschlagnahmt wurde. Da Irmgard Pleuger Herzprobleme hatte, war sie auf entsprechende Medikamente angewiesen, die es in Santa Isabel nicht gab. Daher bat Friedrich Pleuger das Genfer Rote Kreuz um Hilfe, welches die Medikamente nach Santa Isabel brachte. Während der gesamten Entführung verhandelte der Rechtsanwalt Christian L. Jarck, als Generalbevollmächtigter Friedrich Pleugers, mit der Regierung von Äquatorialguinea. Mguema verlangte eine siebenstellige Summe als Lösegeld. Nach dem Friedrich Pleuger eine Bankgarantie hinterlegt hatte, konnte Irmgard Pleuger, nach Verzögerungen durch die Regierung von Äquatorialguinea, ausreisen und kam am 17. Januar 1971 am Hamburger Flughafen an. Zusammen mit den Kosten für den Kakao betrug die Gesamtsumme des Lösegelds 6,1 Millionen D-Mark.